# Almamegretta
Almamegretta ist eine italienische Musikgruppe, welche sich 1991 in Neapel gegründet hat.
Ihre Musik besteht aus einer Mischung aus Reggae, Rhythm & Blues, neapolitanischer Volksmusik und arabischen Klageliedern. Ihre Lieder singt die Band fast ausschließlich auf Neapolitanisch.

## Geschichte

### Der Anfang
Almamegretta wurde 1991 von Gennaro Tesone „GennaroT“, Raiz und Gianni gegründet. 1992 kamen Paolo Polcari und Tonino hinzu. Der Name Almamegretta rührt von einem alten Dialekt her, der den Übergang des Lateins hin zur modernen Umgangssprache darstellt und bedeutet „Anima migrante“, was man mit „Migrantenseele“ oder auch „Wanderseele“ übersetzen kann.
Nach Fertigstellung ihrer ersten Mini-CD gingen Almamegretta auf ihre erste Italientour.
1993 stieß Stefano Facchielli „D.RaD“ während der Produktionsphase des ersten Studioalbums Animamigrante als Soundman und Dub-Maker zu Almamegretta. Das von Ben Young produzierte Album gewann 1994 die Targa Tenco als bestes Debütalbum und der Titel Sole wurde vom 105 Network zum meistgefragtesten Track erklärt.
Gegen Ende der Italientour verließ der Bassist Tonino die Band.

### The Napoli Trip
1995 kam es dank Ben Young zu einer Kollaboration mit der Trip-Hop Band Massive Attack die Almamegretta anboten ihr Stück Karmacoma zu remixen - Es entstand The Napoli Trip der Karmacoma EP. Im gleichen Jahr erschien Sanacore, welches den Preis Targa Tenco als bestes in italienischem Dialekt produziertes Album erhielt.
1997 nahmen sie mit dem neapolitanischen Sänger Pino Daniele das Lied Canto do mar für dessen Album Dimmi cosa succede sulla terra auf, und Raiz fuhr nach London, um dort mit der Dance-Gruppe Leftfield das Album Rhythm & Stealth aufzunehmen.
Das Album Lingo entstand 1998 unter Mitarbeit weiterer Künstler, wie Pino Daniele, Laswell und Count Dubulah von TransGlobal Underground.
Das erste komplett von Almamegretta produzierte und von D.RaD abgemixte Album kam 2000 unter dem Namen 4/4 heraus. Die Studioaufnahmen hierzu wurden in Mailand bei Mauro Pagani gemacht, der auch selbst mit Count Dubulah und Sahinko Namtchilak auf der CD erschien.
Im gleichen Jahr erschien auch der Soundtrack zu The Cell von Tarsem Singh, zu dem Almamegretta den Song O sciore cchiù felice beisteuerten. Trotz dieser Erfolge verließ Paolo die Band um sich in London einer Solokarriere zu widmen.
2001 gewann die Band mit dem vierten Album Imaginaria erneut die Targa Tenco für das beste in Dialekt erschienene Album, und dessen Cover gewann den Italian Grammy Award für das beste grafische Projekt.
2003 verließen Almamegretta BMG und gründeten ihr eigenes Label Sanacore auf dem sie ihr nächstes Album Sciuoglie 'e cane herausbrachten. Für diese CD waren Patrizia Di Fiore und Lucariello für Raiz eingesprungen, der die Band zwischenzeitlich verlassen hatte um seinerseits eine Solokarriere zu beginnen.

### Abschied von D.RaD
Während der Wintertour 2004 starb Stefano Facchielli „D.RaD“, der Erfinder des „AlmaSounds“, in einem Verkehrsunfall bei Mailand und stellte Almamegretta vor eine einschneidende Existenzfrage. Die Bandmitglieder entschieden sich jedoch das Projekt Almamegretta als Hommage an D.RaD fortzusetzen und organisierten am 29. Dezember ein Konzert im Auditorium Parco della Musica in Rom zum Gedenken an Stefano.
2005 wurde das Album Sciuoglie 'e cane live 2004 veröffentlicht, welches noch vor Stefanos Unfall in der Produktion war und wurde so die letzte CD unter der Mitarbeit von D.RaD.
Mit der 2006 erschienenen Almamegretta presents Dubfellas schlug die Band letztendlich gänzlich den Weg zur Dubmusik ein.
Paolo Polcari, der die Band 2000 verlassen hatte, stieg wieder bei Almamegretta ein.

## Stil

### Der „Almasound“
Mit ihrer Musik schaffen Almamegretta auf den ersten Blick unvereinbare Stilrichtungen in Einklang zu bringen. Als Ausgangspunkt steht für die Band die Rockmusik, welche sich jedoch stark dem Reggae und Klangbausteinen des algerischen Raï bzw. nordafrikanischer Melodien unterordnen muss. Hieraus entwickelt sich eine Dubform, die teils sehr zum synthetischen Sound wie Trip-Hop, Trance oder House überwechselt. Durch die persönlichen Wurzeln der Band im kulturell sehr selbstbewussten Neapel, mit seinen Liedermachern wie z. B. Pino Daniele, schaffen es Almamegretta, die fast ihr gesamtes Werk auf Neapolitanisch (einem Dialekt der sich stark vom Italienisch unterscheidet) singen, eine Brücke zwischen mediterraner, orientalisch/afrikanischer und schließlich jamaikanischer Musik zu schlagen.
In einigen Artikeln werden Anklänge an den Stil von Adrian Sherwoods Label On-U Sound Records beschrieben, der einige Alben der Band produziert hat.

### Die Texte
Nicht nur der ganz eigene Klang, der „AlmaSound“, schafft eine direkte Verbindung zur arabischen und afrikanischen Welt; auch die Texte  solidarisieren sich mit den sogenannten „Migranti“ (Immigranten) in Italien. So stellt Almamegretta mit dem Song Figli di Annibale die These auf, dass die Italiener ihre dunkle Haar- und Hautfarbe von afrikanischen Söldnern des Heerführers Hannibal vererbt bekommen haben, welcher sich mit seiner Armee für lange Zeit in Italien aufhielt (um 216 v. Chr.). Almamegretta bilden damit einen Gegenstandpunkt zu Rassismus und der verbreiteten Xenophobie in Italien.
Dem Stück Fattalla‘ stellen Almamegretta voran: „Fattalla‘ ist das was Menschen gesagt wird, die aus Afrika oder Asien hierher kommen um ein bisschen legitimes Glück zu finden, nachdem das zivilisierte Europa ihnen ihre Heimatländer verwüstet hat. Alles, was diesen Menschen gesagt wird, ist Fattalla'. Fattalla' bedeutet im Neapolitanischen... Verschwinde!“

## Hintergrund
Die Gründungsmitglieder von Almamegretta trafen sich gegen Anfang der 1990er Jahre zufällig in einem Proberaum in Neapel. Damals wurde Italien gerade von einer Welle von Studentenunruhen, in Italien als La Pantera bezeichnet, überzogen. Auch Mitglieder der Band nahmen aktiv an diesen Protesten teil.
Eine weitere historische Entwicklung dieser Jahre hat die Band maßgeblich beeinflusst. In den 1990er Jahren wurde zum ersten Mal in Italien die stark angestiegene Einwanderung von Menschen aus weniger entwickelten Erdteilen wahrgenommen. Dadurch kam die Band zum ersten Mal mit nicht-italienischer Musik in Berührung.
Ein letzter wichtiger Faktor, der Almamegretta zu dem machte, was es heute ist, ist die Heimatstadt Neapel. Die Stadt, welche man auf Grund seiner Vielfalt und Heterogenität der Kulturen als Europas Grenze zum Orient bezeichnen könnte, erschien der Band einerseits als letzte Bastion des Nordens, zum anderen als erste Stadt Afrikas.
Der Name Almamegretta deutet sowohl geographisch wie auch zeitlich auf ein großes Interesse für andere Kulturen; Almamegretta stammt aus dem antiken Italienisch und bedeutet Wanderseele. In diesem Kontext versucht die Band der modernen Gesellschaft das Fremde (fremde Kulturen, fremdes Aussehen, abweichende Auffassungen, …) näherzubringen und Berührungsängste abzubauen. Mit diesem Auftrag haben Almamegretta in den zehn Jahren ihrer Existenz nicht an Aktualität verloren:

„Il mondo ha un futuro solo se si sviluppa una capacità di comprensione e commistione tra culture, modi di vita, costumi, lingue differenti. Altrimenti c'è il baratro delle pulizie etniche, delle guerre di religione, della "democrazia" esportata ed imposta a suon di bombardamenti.“
(Die Welt hat nur dann eine Zukunft, wenn sich ein Verständnis und ein Ineinanderübergehen von Kulturen, Lebensstilen, Bräuchen und verschiedenen Sprachen entwickelt. Andernfalls wartet der Abgrund der ethnischen Säuberungen, der Religionskriege und des "Demokratieexports" unter Bombendröhnen)

## Diskografie

### Alben
| Jahr | Titel                   | Höchstplatzierung, Gesamtwochen, AuszeichnungChartsChartplatzierungen (Jahr, Titel, Platzierungen, Wochen, Auszeichnungen, Anmerkungen) | Anmerkungen |
| Jahr | Titel                   | IT | Anmerkungen |
| ---- | ----------------------- | --- | ----------- |
| 2013 | Controra                | IT63 (1 Wo.)IT |             |
| 2016 | Ennenne                 | IT48 (2 Wo.)IT |             |
| 2020 | Sanacore 25 aniversario | IT33 (1 Wo.)IT |             |
| 2022 | Senghe                  | IT65 (1 Wo.)IT |             |

Weitere Alben
- 1993: Animamigrante (CNI)
- 1995: Sanacore (CNI)
- 1996: Indubb (Remixes; BMG)
- 1998: Lingo (BMG)
- 2000: 4/4 (BMG)
- 2001: Imaginaria (BMG)
- 2002: Venite! Venite! (live; BMG)
- 2003: Sciuoglie ’e cane (Sanacore)
- 2004: Sciuoglie ’e cane live 2004 (live; Sanacore)
- 2006: Almamegretta presents Dubfellas (Sanacore)
- 2008: Vulgus (Sanacore)
- 2010: Dubfellas Vol.2 (Sanacore/Arealive, Vertrieb Edel)

### EPs und Singles
- 1993: Figli di Annibale
- 1996: Sanacore Reprises
- 2001: Fattallà
- 2001: Fa’ammore cu’mme
- 2010: Drop & Roll

### Remix
- 1999: Re-Born Again Cretin (Robert Wyatt)